# ألبيرتو بيريا كوروسو
ألبيرتو بيريا كوروسو (بالإسبانية: Alberto Perea) (19 ديسمبر 1990 بالبسيط في إسبانيا - ) هو لاعب كرة قدم إسباني في مركز جناح ‏. لعب مع أتلتيكو مدريد ب وأتلتيكو مدريد ورايو فايكانو ب ورايو فايكانو ونادي ألباسيتي ونادي برشلونة ب ونادي ياغوستيرا ونادي أولوت.

## روابط خارجية
- ألبيرتو بيريا كوروسو على موقع قاعدة بيانات كرة القدم.إي يو (الإنجليزية)
- ألبيرتو بيريا كوروسو على موقع Soccerway.com (الإنجليزية)
- ألبيرتو بيريا كوروسو على موقع AS.com (الإسبانية)